# Comuna Blajove, Rokîtne
Blajove (în ucraineană Блажове) este o comună în raionul Rokîtne, regiunea Rivne, Ucraina, formată din satele Bilsk, Blajove (reședința) și Zalavea.

## Demografie
Componența lingvistică a comunei Blajove
     Ucraineană (99,89%)
     Alte limbi (0,07%)
Conform recensământului din 2001, majoritatea populației comunei Blajove era vorbitoare de ucraineană (99,89%), existând în minoritate și vorbitori de alte limbi.